# Kotli
Kotli je naselje u sastavu Grada Buzeta, Istarska županija. Kroz selo protječe rijeka Mirna padajući u slapovima. Nekada su postojale dvije vodenice od kojih je dijelom obnovljena jedna. Ime je dobilo[nedostaje izvor] po udubini u stijeni oblikovanoj vodom unutar korita potoka, koja naliči na kotao i koja se prema tome na narječju zove „kotal”.
Do Drugoga svjetskog rata u selu nije bilo osnovne škole, pa su djeca pohađala osnovnu školu u Humu, koji je udaljen nekoliko kilometara ili u udaljenijem Buzetu. Dolinom Mirne postoji podzidani put do Svetog Ivana kod Buzeta. Tim su putem djeca mogla doći do škole u Buzetu. Također su stanovnici koristili taj put za prijevoz proizvoda na godišnji sajam koji se održavao u lipnju.
Danas je selo svojevrsna turistička atrakcija.

## Stanovništvo
Prema popisu stanovništva iz 2001. godine, naselje je imalo 1 stanovnika te 1 obiteljskih kućanstava.
Prema popisu stanovništva iz 2011. godine, naselje je imalo 1 stanovnika.
| broj stanovnika | 93    | 101   | 100   | 110   | 101   | 119   |       |       | 96    | 94    | 45    | 14    | 6     |       | 1     | 1     |
|                 | 1857. | 1869. | 1880. | 1890. | 1900. | 1910. | 1921. | 1931. | 1948. | 1953. | 1961. | 1971. | 1981. | 1991. | 2001. | 2011. |

## Galerija
- Pogled na vodopad
- Kotli
- Pogled na mlin
- Kotli
- Natpis naziva sela na lokalnom narječju – Kotle
- Putokaz prema selu Kotli
- Slap Mirne i vodenica u selu Kotli.
- Kotli – ulica
- Ruševine stare kuče